# Carl Lundgren (ingenjör)
Carl Gustaf Lundgren, född 14 september 1859 i Ystad, död 19 februari 1924, var en svensk väg- och vattenbyggnadsingenjör.
Lundgren avlade mogenhetsexamen 1879 och utexaminerades från Kungliga Tekniska högskolan i Stockholm 1883. Han anställdes som ritare vid Lessebo bruk samma år och var byggnadsingenjör där 1884–1886, blev ingenjör vid Sävsjöströms bruk 1886, vid Korndals pappersbruk 1887 och vid Strömsnäs järnverk i Degerfors 1888. Efter tjänstgöring vid stambanan genom Norrland 1888–1889 var han stadsingenjör i Halmstads stad från 1890. Han utgav avhandling Grafisk metod för beräkning av rörledningar och kanaler vilken av Svenska Teknologföreningen 1904 belönades med Polhemsmedaljen. Han gick i pension några år innan sin död.